# Antonio Rábago Maldonado
General Antonio Rábago Maldonado fue un militar mexicano que participó en la Revolución mexicana. 
Nació en Celaya, Guanajuato, en 1861. 
Desde muy joven ingresó a las fuerzas "Rurales", y luego pasó al Ejército Federal. 
En 1911 combatió a los rebeldes maderistas en Chihuahua. 
Se destacó después como segundo jefe de la División del Norte federal que venció a los orozquistas; como premio fue renombrado jefe de la 4a. Zona Militar y luego pasó a Chihuahua. 
Ahí estuvo involucrado en la muerte de Abraham González. 
Apoyó al huertismo, sobre todo en Tamaulipas, donde fue comandante militar y gobernador. Antes de la caída del huertismo pidió su retiro del Ejército Mexicano. 
Murió el 22 de marzo de 1915 de un paro cardiaco, estando internado en la penitenciaria de Chihuahua, donde se encontraba desde septiembre de 1914, por su complicidad en el crimen de Abraham González.